# Edificio La Unión y el Fénix Español

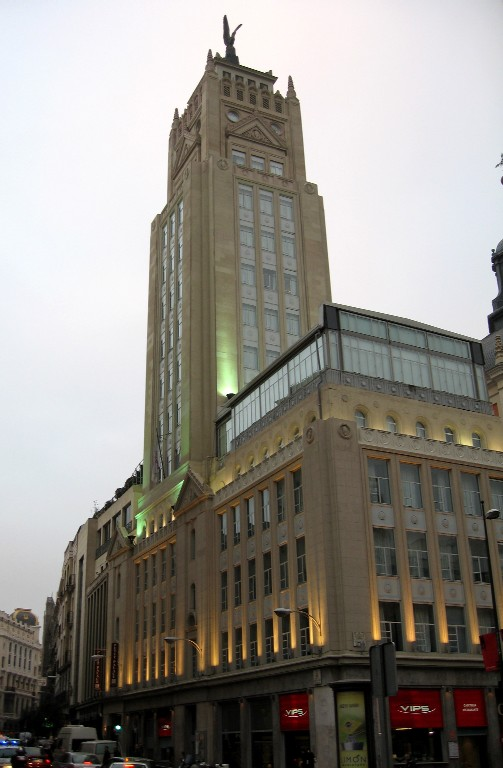
Edificio La Unión y el Fénix Español.

Das Edificio La Unión y el Fénix Español in Madrid an der Adresse Calle de Alcalá, Numer 23 ist ein ehemaliges Klinikgebäude der einstmals größten spanischen Versicherung La Unión y el Fénix Español. Das zwölfgeschoßige Hochhaus nach New Yorker Vorbild wurde 1928 bis 1931 vom Architekten  Modesto López Otero unter Mitwirkung von Miguel de los Santos errichtet. Die krönende Skulptur stammt vom Bildhauer Vicente Camps Brú. Der Bau wird heute als Hotel genutzt. 